# Saurita fusca
Saurita fusca là một loài bướm đêm thuộc phân họ Arctiinae. Loài này được Paul Dognin mô tả năm 1923. Loài này có trong rừng mưa Amazon.